# District de Xi'an (Mudanjiang)
Pour les articles homonymes, voir Xi'an (homonymie).
Le district de Xi'an (西安区; pinyin : Xī'ān Qū) est une subdivision administrative de la province du Heilongjiang en Chine. Il est placé sous la juridiction de la ville-préfecture de Mudanjiang.